# Кампионе I (Кротоне)
Кампионе I је насеље у Италији у округу Кротоне, региону Калабрија.
Према процени из 2011. у насељу је живело 14 становника. Насеље се налази на надморској висини од 62 м.